# Єйський трамвай
46°42′59″ пн. ш. 38°16′59″ сх. д. / 46.71639° пн. ш. 38.28306° сх. д.
Єйський трамвай — трамвайна система на паровій тязі, діяла у місті Єйську у 1915—1918 роках. Ширина колії - 1000 мм.

## Історія
- 1910—1911 — для будівництва Єйської залізниці від залізничної станції «Єйськ» до кар'єру на Єйській косі для підвезення і піску і черепашки проведена вузькорейкова залізниця.
- 1914 — під час шторму внаслідок шторму і розмиву перешийка Єйська коса поділяється на дві частини.
- 1915 — Акціонерним товариством Єйською залізницею відкрито пасажирський рух від залізничної ст. «Єйськ» до пляжу на Єйській косі. Експлуатувався потяг з паровоза і трьох вагонів.
- 1918 — закриття руху.

## Маршрут
Залізнична ст. «Єйськ» — Єйська коса.